# Luana Pascual
Luana Pascual (González Catán, partido de La Matanza, provincia de Buenos Aires) es una actriz y cantante argentina.

## Carrera
Comenzó su carrera a los siete años realizando imitaciones de Michael Jackson en un programa infantil de Reina Reech llamado Reina en Colores.
Se hizo conocida poco después por ser la integrante más joven del programa Nico, de Telefe, conducido por Nicolás Repetto y de gran éxito en la época.
Luego trabajó en Naranja y media, una telenovela de Telefe protagonizada por Guillermo Francella en la que el personaje de Pascual era Florencia Guerrero, la hija del protagonista.
Asimismo, trabajó para Cris Morena en Chiquititas.
En cine participó en 2016 de la película Como una novia sin sexo.
En teatro participó como actriz de las siguientes obras:
- Fachermanía
- FARSANTES (El Club de Los Estafadores)
- Maratón Resiliente
- CTV BRUTAL by Varieté
- Las hermanas Stupendas
- La vida es sueño?
- Varieté Brutal
- Roberto Peña en Show